# Martin Dempsey
Martin E. Dempsey (ur. 14 marca 1952 w Jersey City, New Jersey) – amerykański generał, w latach 2011–2015 18. przewodniczący Połączonego Kolegium Szefów Sztabów.
Jako Przewodniczący KPSS generał Dempsey był najwyższym rangą oficerem w całych Siłach Zbrojnych Stanów Zjednoczonych. Urząd objął 1 października 2011.

## Edukacja
- 1974 – inżynier (BS), Akademia Wojskowa Stanów Zjednoczonych, West Point (Nowy Jork)
- 1984 – magister (MA) anglistyki, Uniwersytet Duke’a, Durham (Karolina Północna)
- 1988 – magister (MMAS) nauk o wojskowości, United States Army Command and General Staff College, Fort Leavenworth (Kansas)
- 1995 – magister (MS) nauk o bezpieczeństwie i studiów strategicznych, National War College, Waszyngton

## Awanse
Kadet Akademii Wojskowej Stanów Zjednoczonych – rocznik 1974
- podporucznik US Army – 5 czerwca 1974
- porucznik US Army – 5 czerwca 1976
- kapitan US Army – 8 sierpnia 1978
- major US Army – 1 września 1985
- podpułkownik US Army – 1 kwietnia 1991
- pułkownik US Army – 1 września 1995
- generał brygadier US Army – 1 sierpnia 2001
- generał major US Army – 1 września 2004
- generał porucznik US Army – 8 września 2005
- generał US Army – 8 grudnia 2008

## Odznaczenia
- Krzyż Komandorski z Gwiazdą Orderu Zasługi Rzeczypospolitej Polskiej (2014)[2].